# Nikolaï Mamontov
Nikolaï Ivanovitch Mamontov (Николай Иванович Ма́монтов), né en 1845 et mort en 1918 à Moscou, est un entrepreneur russe, éditeur et libraire, citoyen d'honneur héraditaire. Il est le frère d'Anatoli Mamontov et de l'industriel et collectionneur Savva Mamontov.

## Biographie
Il meurt en 1845 dans l'illustre famille Mamontov de la classe des marchands, fils d'Ivan Fiodorovitch Mamontov (1796-1869) et de son épouse Maria Tikhonovna, née Lakhtina (1810-1852). En 1849, la famille déménage à Moscou.
Nikolaï Mamontov entre dans les affaires et est élu de la classe des marchands de Moscou. En 1874, il acquiert une librairie à Moscou vendue par Alexandre Ilitch Glazounov au n° 20 de la rue du Pont des Forgerons, près du Théâtre Bolchoï, rue connue pour ses boutiques de prestige. Pour attirer les acheteurs, Mamontov publie un catalogue de produits et accorde une remise de dix pour cent lors de l'envoi de livres d'une valeur d'au moins cinquante roubles. Parmi les publications à succès de Nikolaï Mamontov, l'on peut distinguer son Dictionnaire de la chasse («Охотничий словарь») de S.I Romanov paru en 1876-1877, son Plan de la ville capitale de Moscou et de ses environs: avec la désignation des lignes de tramways hippomobiles, paru en 1877.
En 1890, Nikolaï Mamontov devient en outre directeur du gouvernement de la société par actions du chemin de fer Moscou-Iaroslavl-Arkhanguelsk. Il demeura au n° 1 de la rue Mechtchanskaïa, puis rue Novaïa Basmannaïa et enfin au n° 9 ruelle Saints-Côme-et-Damien (Kosmodamianski pereoulok).
Il meurt en 1918 à Moscou. Il avait épousé en 1871 à Kherson Anna Alexandrovna Chtchepotievna dont il a eu un fils, Fiodor (1875-1903).